# Rượu vang Ý

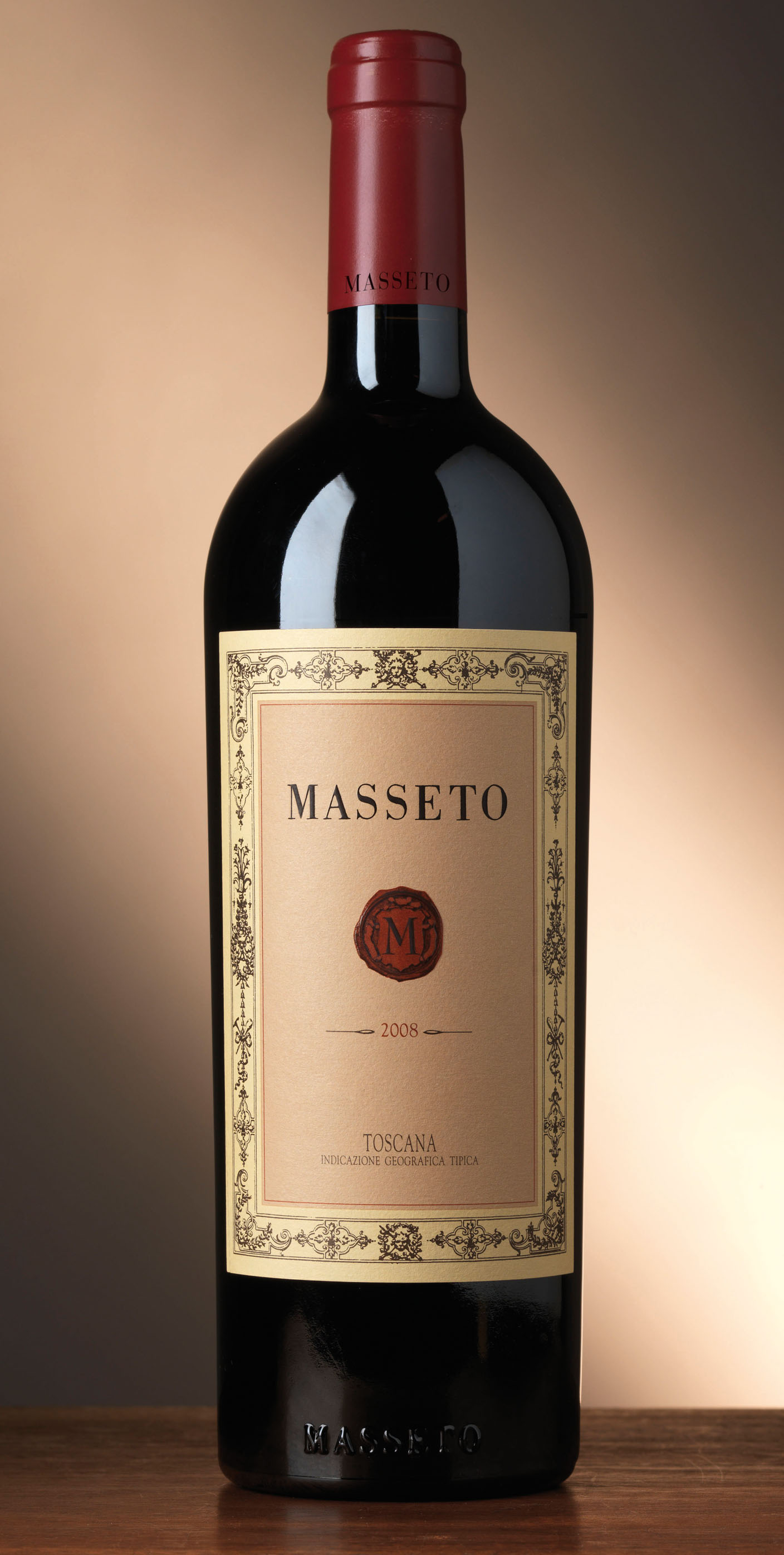
Một chai rượu vang của Ý

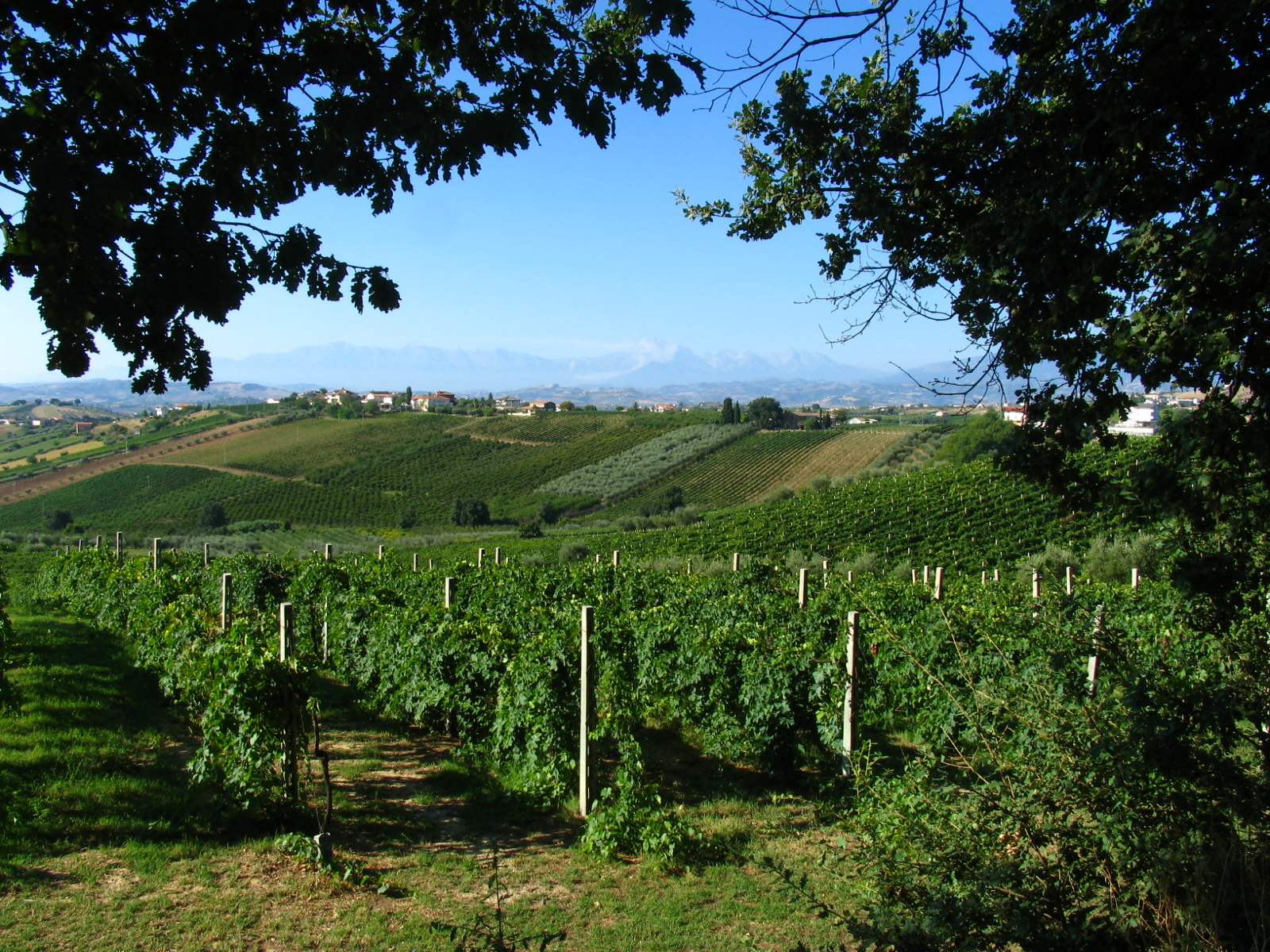
Một điển hình ý vineyard cảnh, với dây leo phát triển cùng với cây ô liu.

Ý là một trong số những quốc gia lâu đời nhất về sản xuất rượu vang trên thế giới, và thương hiệu rượu vang Ý như Moscato d’Asti, Chianti, Amarone và Prosecco cùng sự đa dạng trong những giống nho bản địa, lai tạo cũng như phong cách rượu vang.
Theo thống kê, nước Ý đã sản xuất khoảng 4 tỉ - 5 tỉ lít mỗi năm và chiếm khoảng 1/3 sản lượng rượu vang trên toàn, tiếp sau là Pháp và Tây Ban Nha. Sự hiện diện của rượu vang Ý có mặt khắp nơi trên thế giới và rất phổ biến tại Ý. Người Italy được xếp hạng thứ 5 về tiêu thụ rượu vang với 42 lít/người.
Người định cư Etruscan và Hy Lạp đã sản xuất rượu vang tại Ý trước khi người La Mã bắt đầu xây dựng những vườn nho của riêng họ vào thế kỷ thứ II TCN. Quy trình canh tác nho và sản xuất rượu vang đã phát triển một cách có hệ thống. Đây là sự mở đầu cho quá trình sản xuất đại trà và kỹ thuật lưu trữ rượu vang trong thùng gỗ và đóng chai

## Lịch sử

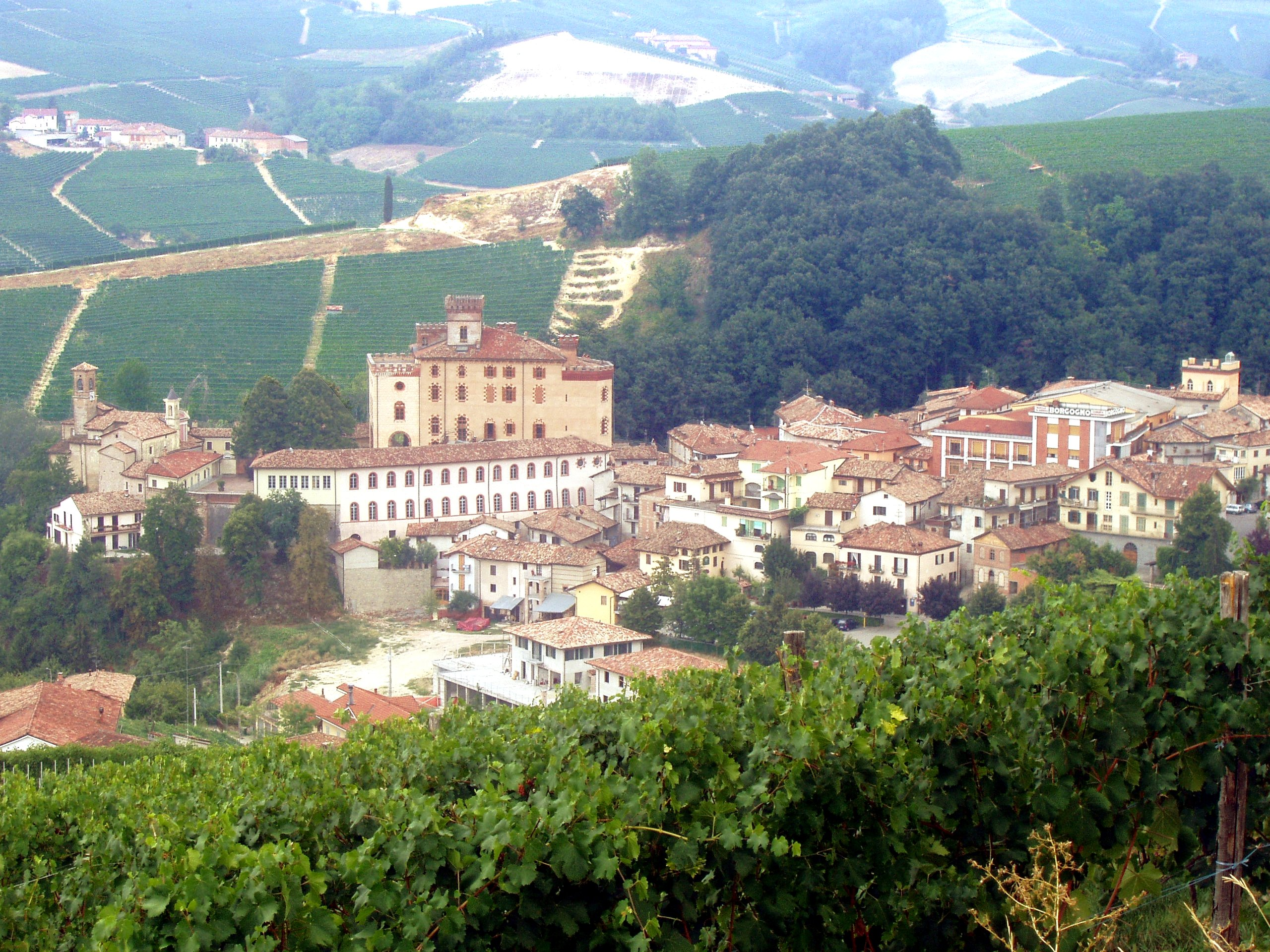
Vườn nho xung quanh thị trấn Barolo.

Mặc dù những cây nho đã được canh tác từ những giống nho hoang dã Vitis vinifera trong hàng thiên niên kỷ. Quá trình sản xuất rượu vang đã xuất hiện từ rất lâu chứ không phải đến khi bị người Hy Lạp xâm chiếm làm thuộc địa. Nghề trồng nho đã xuất hiện tại Sicily và phía nam nước Ý trong thời kỳ Mycenae, Hy Lạp cổ đại, và cũng đã được phát triển trong thời kỳ mở rộng thuộc địa khoảng những năm 800 trước công nguyên. Sự kiện xảy ra khi người La Mã đánh bại người Carthage (được công nhận là những bậc thầy làm rượu vang) trong thế kỷ thứ II trước công nguyên, ngành công nghiệp sản xuất rượu vang ý bắt đầu phát triển mạnh. Mở rộng hơn, những điền trang phát triển nhanh chóng ở nhiều vùng ven biển và lan rộng đến mức vào năm 92 của Công Nguyên, hoàng đế Domitian đã phải phá hủy một lượng lớn vườn nho để lấy đất cho sản xuất lương thực
Tùy thuộc vào mỗi niên vụ, rượu vang Ý hiện đại là nhà sản xuất rượu vang lớn nhất hoặc thứ hai trên thế giới. Năm 2005, sản lượng rượu vang Ý chiếm khoảng 20% tổng sản lượng toàn cầu. Đứng thứ hai chỉ sau Pháp (đạt 26%). Trong cùng năm đó, thị phần tiêu thụ của Ý tính theo đồng đô-la nhập khẩu và Mỹ là 32%, Úc là 24% và Pháp là 20%. Cùng với nước Úc, thị phần tiêu thụ rượu vang tại Ý đã tăng mạnh trong những năm gần đây.

## Hệ thống phân loại
Vào năm 1963, hệ thống phân loại rượu vang chính thức của Ý được đưa ra. Kể từ đó, sau một số lần sửa đổi và bổ sung và chính thức được ban hành thành quy định (năm 1992). Lần sửa đổi cuối cùng vào năm 2010 đã thiết lập bốn loại cơ bản để phù hợp chung với quy định của khối các quốc gia châu Âu (EU). Bao gồm:
- Vino da Tavola: có nghĩa là “table wine” – dòng rượu vang với chất lượng vừa phải. Phân loại này đại diện cho mức độ cơ bản nhất của rượu vang Ý. Danh mục phân loại Vino da Tavola được thành lập trong những năm 1970 và 1980, bởi những nhà làm rượu giàu kinh nghiệm – những người sản xuất đã sản xuất ra những chai rượu vang chất lượng hàng đầu (nhưng không chính thống vì không đáp ứng được DOCG hay DOC). Tình trạng này đã dần dần giảm đi, tuy nhiên, kể từ sự ra đời phân loại IGT với điều kiện sản xuất linh hoạt hơn của nó, và Vino da Tavola đã dần trở lại trạng thái ban đầu của nó là bậc thấp nhất về bậc thang chất lượng rượu của Ý. Những chai vang này thường không có dấu hiệu của địa lý, nguồn gốc của giống nho sử dụng hay niên vụ trên nhãn. (Nhãn chỉ thông tin cơ bản của rượu.)
- Vini Varietali: (Varietal Wines) Đây là những loại rượu cơn bản được làm chủ yếu từ (tối thiểu 85%) những giống nho quốc tế thông dụng (Cabernet Franc, Cabernet Sauvignon, Chardonnay, Merlot, Sauvignon Blanc, Syrah) hoặc sự kết hợp giữa các nho này. Tên của giống nho và niên vụ có thể được ghi trên nhãn tuy nhiên không được ghi về nguồn gốc địa lý (Những chai vang này có thể được sản xuất tại bất kỳ đâu trên lãnh thổ EU)
- Vini IGP: Còn có tên gọi là IGT dành cho các loại rượu vang được sản xuất trong một vùng cụ thể tại nước Ý và theo những quy tắc nhất định về sử dụng giống nho, quá trình làm rượu, hướng dẫn ghi nhãn... Tính tới thời điểm năm 2016, tại Ý có khoảng 118 IGP/IGT
- Vini DOP: Loại này được chia làm hai cấp bậc khác nhau để phân biệt cụ thể. Đó là Vini DOC và Vini DOCG. Để đạt được phân loại DOC, những chai rượu vang phải gắn nhãn IGP/IGT trong tối thiểu 5 năm và được quy định rõ ràng về những giống nho, phương thức sản xuất nhất định. Còn đối với DOCG thì rượu vang phải đạt cấp độ DOC trong tối thiểu 10 năm kèm theo những quy định rất chặt chẽ về sử dụng nho và sản xuất rượu vang. Loại rượu này phải được cho vào chai nơi trồng. Nó không được phép chuyên chở trong những thùng lớn và vào chai nơi khác.

## Những đặc trưng về thổ nhưỡng

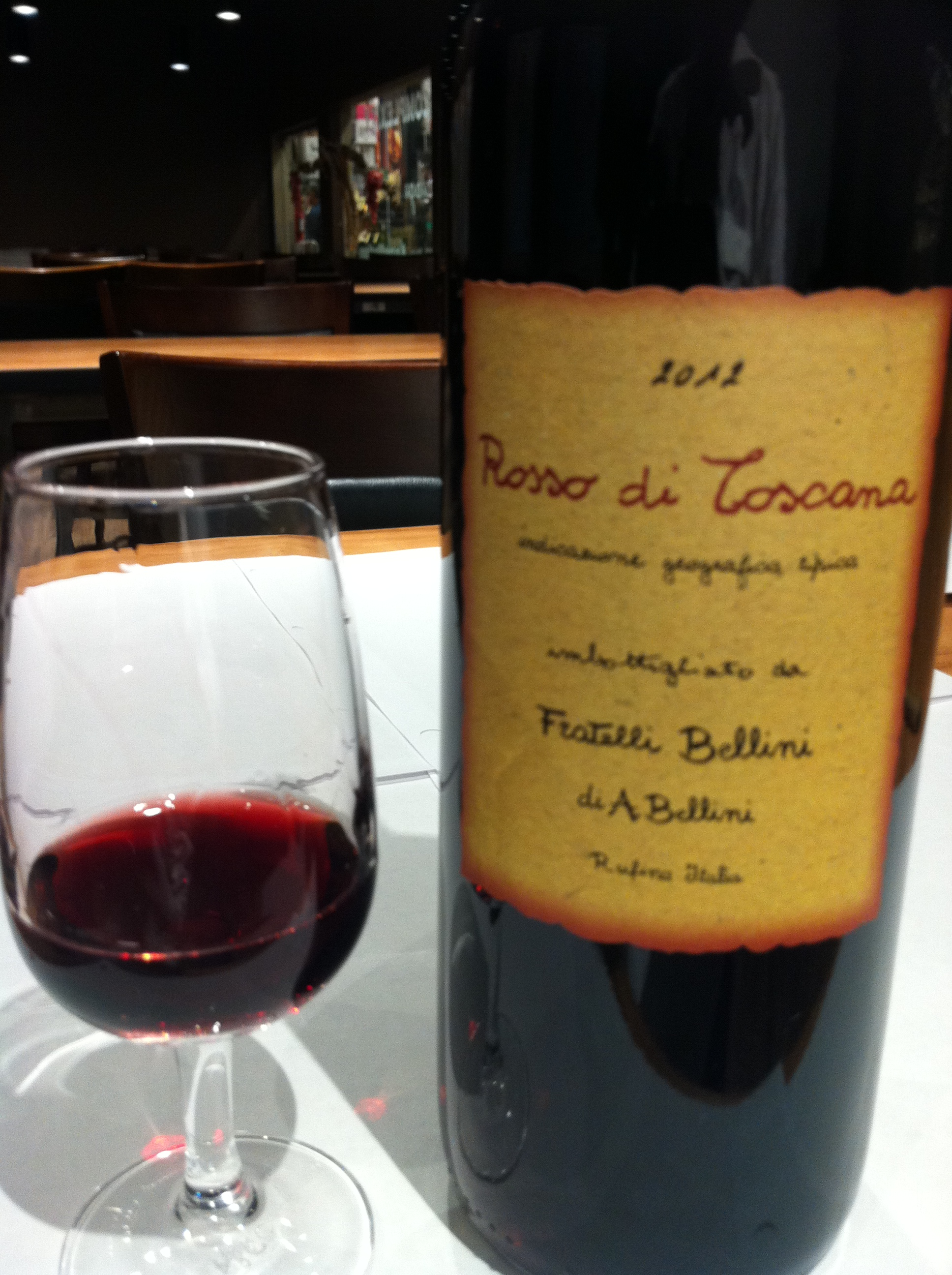
Rượu vang Ý

Các đặc điểm địa lý quan trọng ảnh hưởng tới rượu vang Ý bao gồm:
- Nước Ý nằm trong phạm vi vĩ độ rộng đã tạo điều kiện phát triển rượu vang trải dài từ dãy An-pơ ở phía Bắc tới vùng tiếp giáp châu Phi ở phía Nam
- Trên thực tế, Ý là một bán đảo với đường bờ biển dài góp phần tạo điều kiện khí hậu mát mẻ cho các vùng rượu vang ven biển
- Những dãy núi cao, rộng và sườn núi cung cấp sự đa dạng về độ dốc cho việc trồng nho và điều kiện khí hậu, đất đai.

## Những vùng rượu vang Ý
Những vùng rượu vang được phân bổ từ Tây Bắc đến Đông Nam trên toàn lãnh thổ nước Ý bao gồm:

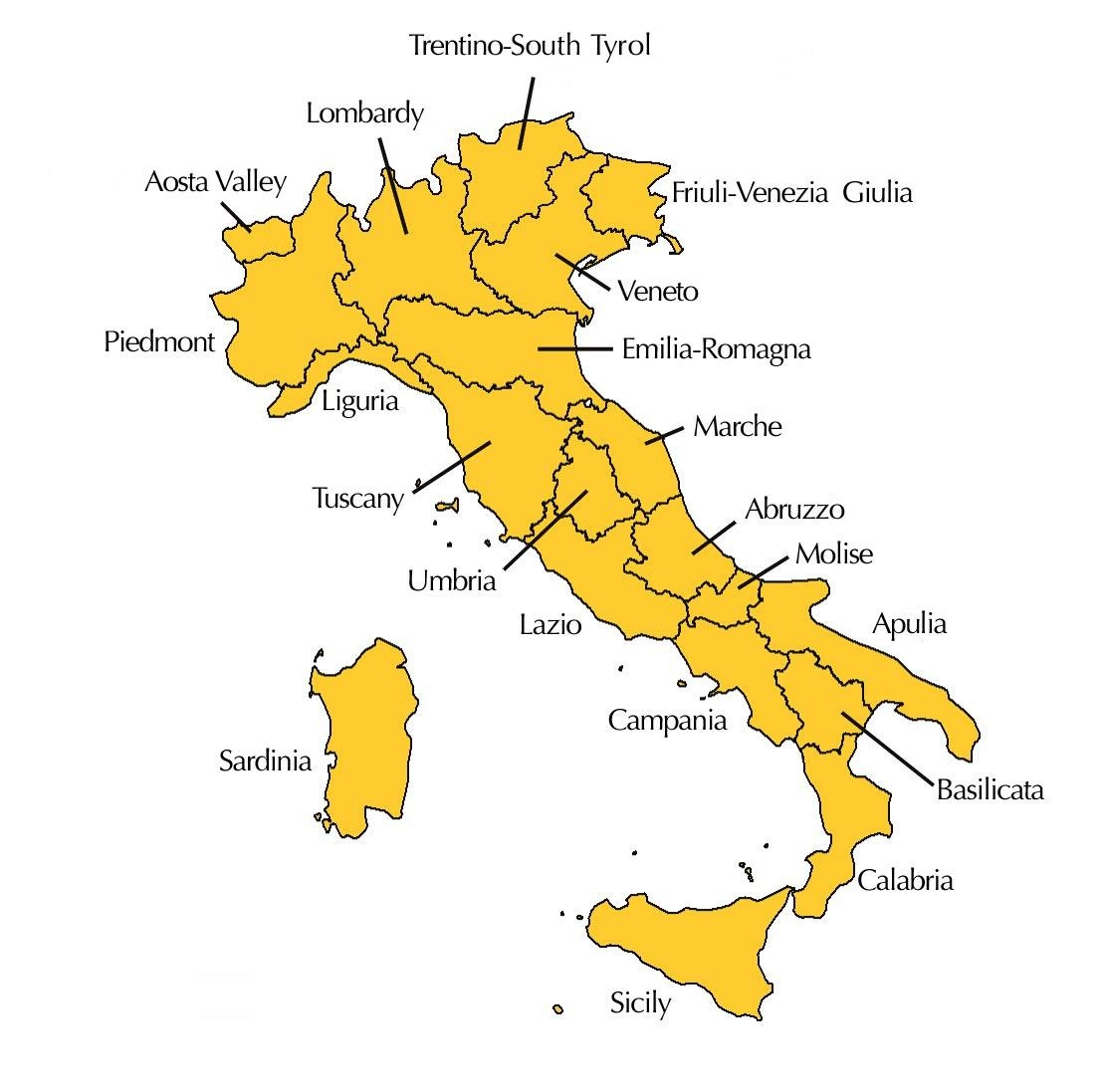
Những vùng rượu vang Ý

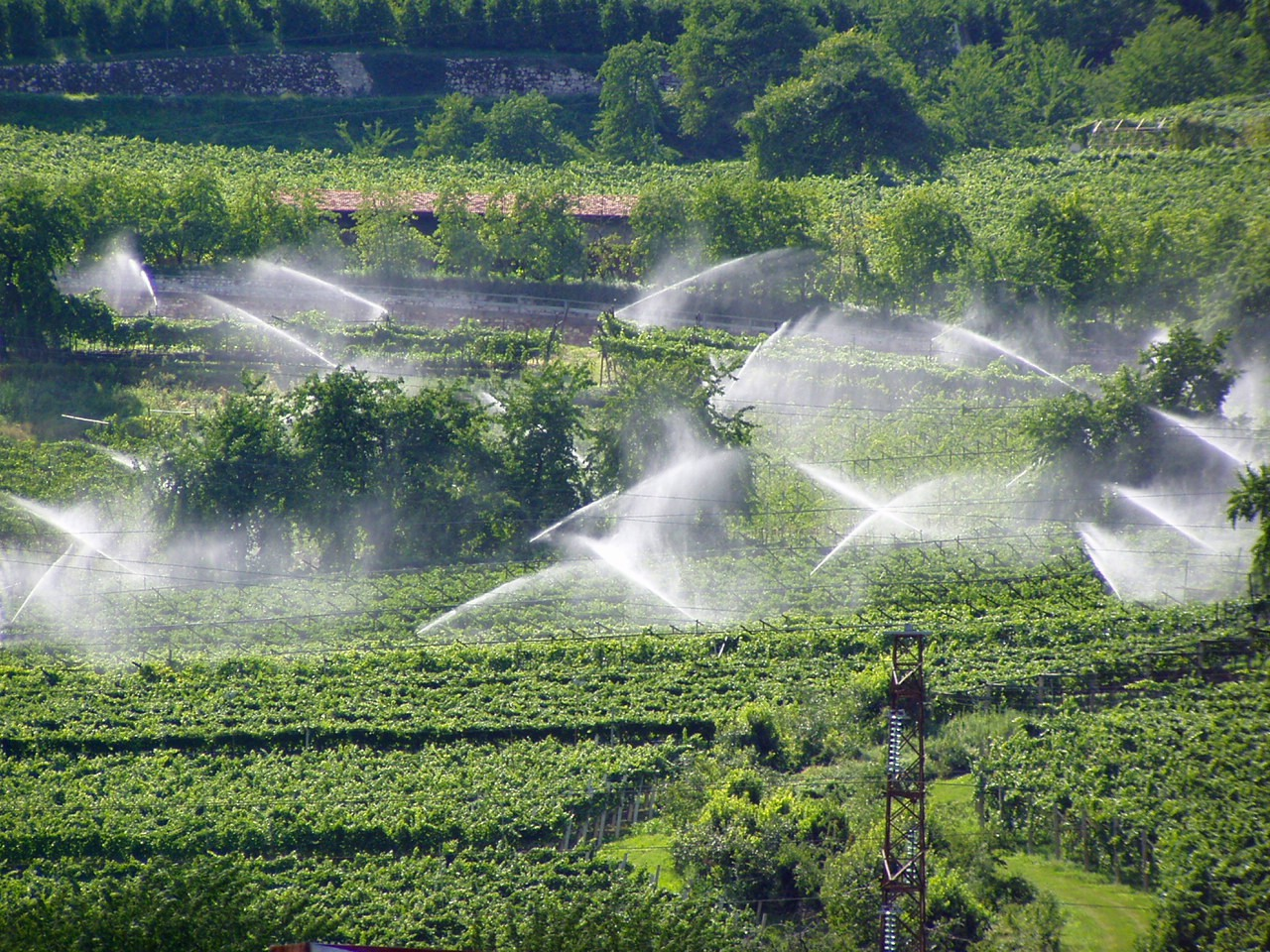
Vườn nho tại Trentino-Alto Adige

- Thung lũng Aosta
- Piemonte
- Liguria
- Lombardia
- Trentino-Alto Adige/Südtirol
- Friuli-Venezia Giulia
- Veneto
- Emilia-Romagna
- Tuscany
- Marche
- Umbria
- Lazio
- Sardinia
- Abruzzo
- Molise
- Campania
- Basilicata
- Puglia
- Calabria
- Sicily

## Rượu DOCG
Các loại rượu thượng hạng nhất từ mỗi vùng:
- Abruzzo: Montepulciano d’Abruzzo Colline Teramane, một khu vực trong vùng Montepulciano d’Abruzzo
- Basilicata: Aglianico del Vulture Superiore
- Calabria: Primitivo di Manduria Dolce Naturale
- Campania: Aglianico del Taburno, Fiano di Avellino, Taurasi, Greco di Tufo.
- Emilia-Romagna: Romagna Albana, Colli Bolognesi Classico Pignoletto.
- Friuli-Venezia Giulia: Colli Orientali del Friuli Picolit, Lison, Ramandolo, Rosazzo
- Lazio: Cannellino di Frascati, Cesanese del Piglio, Frascati Superiore.
- Lombardia: Franciacorta, Oltrepò Pavese metodo classico, Scanzo oder Moscato di Scanzo, Sforzato di Valtellina oder Sfursat di Valtellina, Valtellina Superiore.
- Marche: Cònero, Castelli di Jesi Verdicchio Riserva, Offida, Verdicchio di Matelica Riserva, Vernaccia di Serrapetrona.
- Piemonte: Alta Langa, Asti, Barbaresco, Barbera d’Asti, Barbera del Monferrato superiore, Barolo, Brachetto d’Acqui, Dolcetto di Diano d’Alba, Dolcetto di Dogliani (ngắn gọn Dogliani), Dolcetto di Ovada Superiore (ngắn gọn Ovada), Erbaluce di Caluso, Gattinara, Gavi, Ghemme, Roero, Ruchè di Castagnole Monferrato.[8]
- Puglia: Castel del Monte Bombino Nero, Castel del Monte Nero di Troia Riserva, Castel del Monte Rosso Riserva,
- Sardinia: Vermentino di Gallura
- Sicily: Cerasuolo di Vittoria
- Tuscany: Brunello di Montalcino, Carmignano, Chianti (DOCG), Chianti classico (DOCG), Elba Aleatico Passito, Montecucco Sangiovese, Morellino di Scansano, Suvereto, Val di Cornia Rosso, Vernaccia di San Gimignano, Vino Nobile di Montepulciano.
- Umbria: Montefalco Sagrantino, Torgiano Rosso Riserva
- Veneto: Amarone della Valpolicella, Bagnoli Friularo oder Friularo di Bagnoli, Bardolino Superiore, Colli di Conegliano, Colli Euganei Fior d’Arancio oder Fior d’Arancio Colli Euganei, Lison, Montello Rosso oder Montello, Piave Malanotte hay Malanotte del Piave, Colli Asolani-Prosecco oder Asolo-Prosecco, Conegliano Valdobbiadene-Prosecco oder Conegliano-Prosecco hay Valdobbiadene Prosecco, Recioto della Valpolicella, Recioto di Gambellara, Recioto di Soave, Soave Superiore